# Cortiçol-malhado

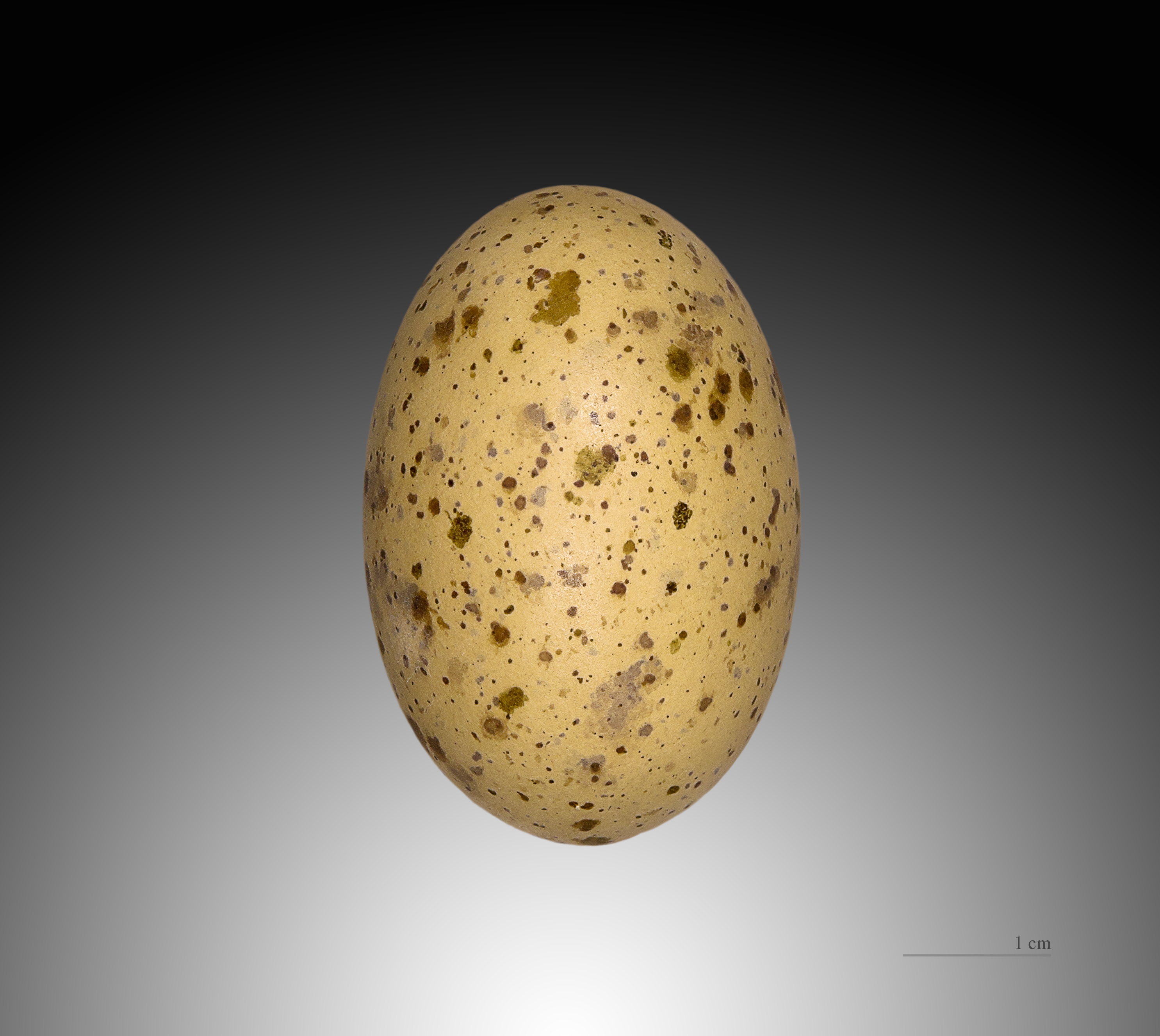
Pterocles senegallus - MHNT

O cortiçol-malhado (Pterocles senegallus) é uma espécie de ave da família Pteroclididae.
Pode ser encontrada nos seguintes países: Afeganistão, Argélia, Chade, Djibouti, Egipto, Eritreia, Etiópia, Índia, Irão, Iraque, Israel, Itália, Jordânia, Líbia, Mali, Mauritânia, Marrocos, Níger, Omã, Paquistão, Arábia Saudita, Somália, Sudão, Síria, Tunísia, Turquia, Emirados Árabes Unidos e Sahara Ocidental.